# Isabel de Saint Martin

Brasão com as Armas de Harcourt.

Isabeau de Saint Martin ou Isabel de Clermont (Saint-Martin-le-Gaillard, Eu, Dieppe, atual Sena Marítimo, França, 1320 - 1376).

## Biografia
filha de João de Saint-Martin-le-Gaillard (1290 -?), Barão de Saint-Martin-le-Gaillard e filho de João I de Harcourt (1198 - 5 de novembro de 1288) e de Alice de Beaumont, filha de João de Beaumont, Senhor de Beaumont-du-Gâtinais e camareiro do rei Luís IX de França e de Alice de Villemomble.
Devido aos distúrbios ocasionados na Normandia por Carlos II de Navarra, "o Mau", Rei de Navarra; Carlos V de França ordenou a destruição de todos os castelos e fortalezas da região que tivessem pertencido aos partidários de Carlos II de Navarra que não puderam assegurar sua defesa.
Entre elas estava o Castelo de Grainville, cuja dona era Isabel, esposa de João II de Bettencourt, agora viúva e com um filho menor, João III de Bettencourt seu senhor legal. Com a morte do marido e com os Navarra lutando pela posse do Forte de Longueville pelo qual seu marido havia lutado e perecido, à viúva custou muito para manter seus sentimentos de viúva e de vassala sendo obrigada a um novo casamento em busca de segurança para si, seu filho menor e suas propriedades.
A ordem parecia ter voltado quando ocupou, entre os Navarra, seu vizinho Reginaldo de Braquemont (1300 -?), camareiro de Filipe III de Navarra que encorajou a viúva a ouvir a proposta de casamento um dos seus filhos, Matias de Braquemont (1320 -?) que entre outros títulos era clérigo de Baieux.
Tendo em atenção os negócios casa assim Isabel de Saint Martin readiquirindo terras em Remonville, o castelo de Saint Martin de Gaillard que ela havia vendido para seu sustento e do filho menor.
Depois de casado e para se assegurar melhor de todos esses bens, Mathieu trama o casamento de João III de Bettencourt (1339 - 13 de março de 1364) com Maria de Bracquemont Florenville et Sedan (1340 -?) filha de um de seus irmãos, Regnault de Braquemont, Senhor de Braquemont e de Travisain. Numa terça-feira de Junho após as festividades do Saint-Jean, foi realizado o casamento entre os jovens.
Isabel mais tarde ao saber de todo este ardil plano veio a revelar uma forte rebeldia contra o Reino de França a quem sempre fora fiel assim como todos os Bethencourts desde a Batalha de Hastings quando já lutavam ao lado de Guilherme I de Inglaterra, "O Conquistador".
Isabel acaba tendo um relacionamento com o escudeiro de Matias, Pierre d'Auxy, que por sua relação com a igreja, reluta em tomar uma atitude, porém acaba matando Mathieu.
Em consequência, seus bens foram novamente confiscados sendo recuperados por sua mãe Alice de Beaumont através de seu segundo marido Ivon de Garanciere por 400 Libras.
Algum tempo depois enquanto Carlos II de Navarra estava preso, seu filho Carlos III de Navarra, devolveu-lhe as terras encerrando todo o ressentimento em relação aos Braquemont.
Isabel foi ainda mãe de Joana de Bettencourt (I) (1350 -?) casada por duas vezes, a primeira com Pedro de Neuville (1350 -?) e a segunda com Eustácio de Erneville (c. 1350 -?).